# 1-я пехотная бригада 11-й воздушно-десантной дивизии
1-я пехотная бригада 11-й воздушно-десантной дивизии (англ. 1st Infantry Brigade Combat Team, 11th Airborne Division (1st IBCT, 11th AD)) — тактическое соединение Армии США в составе 11-й воздушно-десантной дивизии. До 2022 года бригада формально была приписана к 25-й пехотной дивизии.
Пункт постоянной дислокации — Форт-Уэйнрайт (Fort Wainwright) возле г. Фэрбанкс на Аляске.

## Состав
- Штаб и штабная рота (Headquarters and Headquarters Company (HHC), 1st SBCT «Dire Wolves»)
- 5-й эскадрон 1-го кавалерийского полка (5th Squadron, 1st Cavalry Regiment «Blackhawk») (разведка, наблюдение, целеуказание)
- 1-й батальон 5-го пехотного полка (1st Battalion, 5th Infantry Regiment «Bobcat»)
- 3-й батальон 21-го пехотного полка (3rd Battalion, 21st Infantry Regiment «Gimlet»)
- 1-й батальон 24-го пехотного полка (1st Battalion, 24th Infantry Regiment «Legion»)
- 2-й дивизион 8-го артиллерийского полка (2nd Battalion, 8th Field Artillery Regiment (FAR) «Automatic»)
- 70-й инженерный батальон (70th Brigade Engineer Battalion (BEB) «Kodiak»)
- 25-й батальон поддержки бригады (25th Brigade Support Battalion (BSB) «Opahey»)

## История

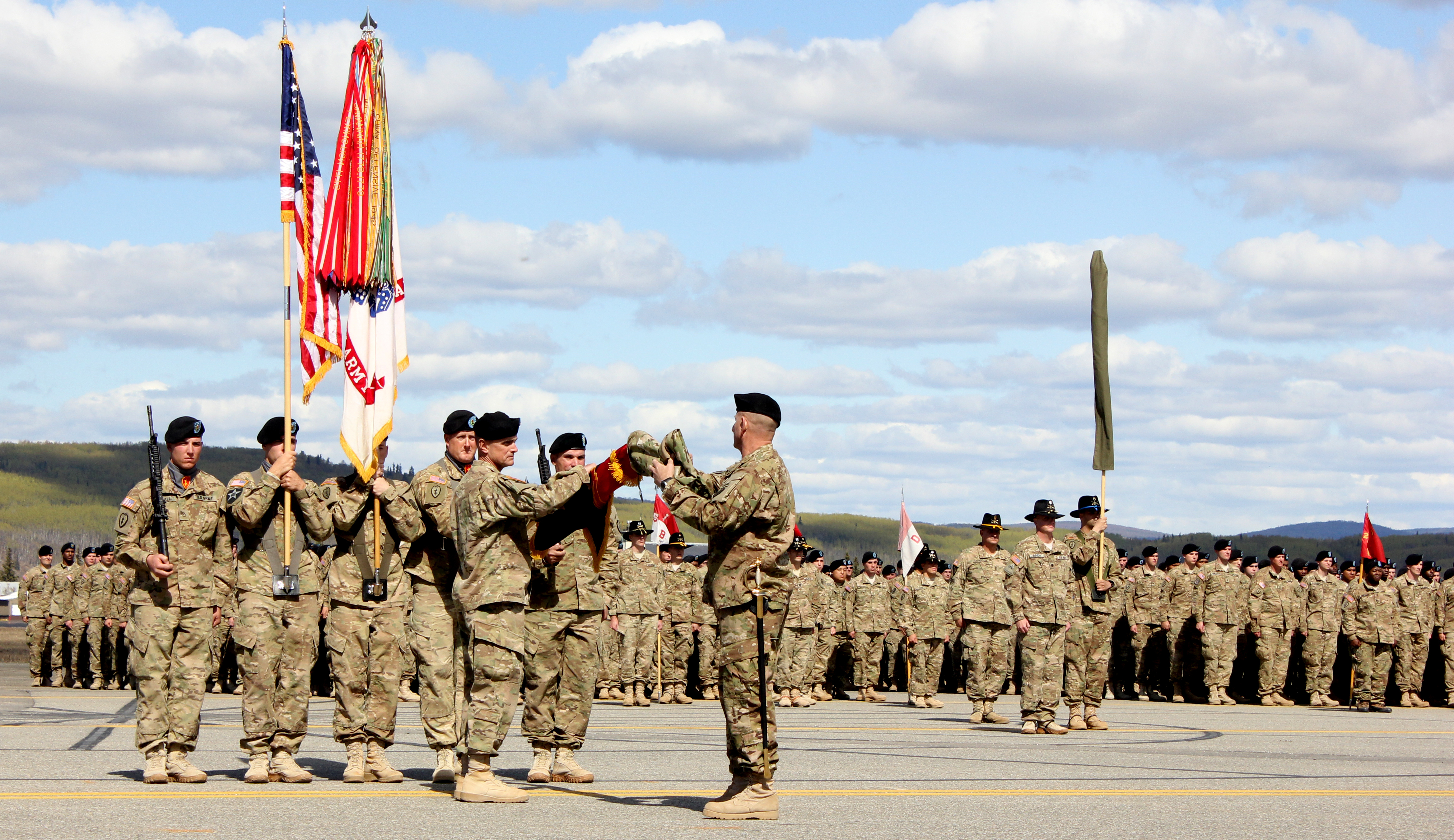
Полковник Тодд Р. Вуд, бывший командир 1/25-й механизированной бригады и главный сержант-майор Берни Найт разворачивают знамя бригады во время церемонии передислокации на армейском аэродроме Форт-Уэйнрайт.

Бригада ведёт историю от созданного в 1917 году штаба 167-й пехотной бригады 84-й дивизии. Преобразован и переименован в 1942 году в 84-й разведывательный отряд (Troop) (за вычетом 3-го взвода) 84-й дивизии. 84-я пехотная дивизия вступила в бой в Голландии в ноябре 1944 года. В ответ на немецкую контратаку в Арденнах 84-й полк был переброшен в Бельгию, чтобы помочь остановить немецкое наступление. Вторгнувшись в Германию и встретив сильное сопротивление немцев, 84-я дивизия форсировала реки Рур и Рейн, вышла к реке Эльбе и 2 мая 1945 года соединилась с Рабоче-крестьянской Красной армией. 84-й разведывательный отряд был расформирован в 1946 году и вновь сформирован в 1947 году как 84-й разведывательный взвод (позже рота). 84-я разведывательная рота расформирована в 1959 году. Одновременно переформирован (за вычетом 3-го взвода) в штаб и штабную роту (управление) 167-й пехотной бригады. Переименован в штаб и штабную роту 1-й бригады 25-й пехотной дивизии и начал функционировать 26 августа 1963 года в Шофилд Баррекс (Schofield Barracks).
Прибыв во Вьетнам 29 апреля 1966 года, 1/25-я бригада первоначально базировалась в Ку-Чи (Cu Chi) и участвовала во всех двенадцати кампаниях 25-й дивизии, получив награду за отвагу за провинцию Тэйнинь. Батальонами, служившими в составе 1-й бригады, были 4/9-й пехотный, 2/14-й пехотный (до февраля 1970 года), 3/22-й пехотный (с февраля 1970 года) и 4/23-й пехотный (механизированный). 1-я бригада покинула Вьетнам 8 декабря 1970 года. 1-я бригада дислоцировалась в Шофилд Баррекс с 1971 года до перевода в Форт-Льюис, штат Вашингтон, в 1995 году.
В начале 2002 года 1/25-я бригада начала свое преобразование из бригады лёгкой пехоты в бригаду «Страйкер». Он получил статус боеготового в середине 2004 года и начал годичную службу в Ираке в сентябре 2004 года. 1/25-я бригада отличилась в проведении масштабных боевых операций против повстанческих сил, а также в инициативах по обеспечению стабильности в городе Мосул и вокруг него. За проведение боевых операций в Ираке 1-я бригада и подчиненные ей подразделения получили награду «за доблесть» и зачёт за участие в кампании по управлению Ираком. Бригада вернулась в Форт-Льюис в сентябре 2005 года. 1 июня 2006 года 1/25-я бригада и подчиненные ей подразделения были расформированы, а их личный состав и техника переданы 2-му кавалерийскому полку («Страйкер»).
16 декабря 2006 года 1-я механизированная бригада 25-й пехотной дивизии была восстановлена в Форт-Уэйнрайт (Аляска). 172-я механизированная бригада (172nd Infantry Brigade (Stryker)), которая вернулась после 16 месяцев боевого дежурства в Ираке, была официально переименована в 1-ю механизированную бригаду 25-й пехотной дивизии, с передачей личного состава и ВВТ расформированной 172-й механизированной бригады. В сентябре 2008 года 1/25-я механизированная бригада начала 12-месячную службу в Ираке. 1/25-я механизированная бригада, дислоцированная в провинции Дияла к северо-востоку от Багдада, служил в составе многонациональной дивизии — оперативной группы «Молния Севера». Бригада успешно проводила боевые операции в партнерстве с иракскими силами безопасности против повстанческих элементов, а также осуществляла многочисленные проекты гражданских действий, направленные на улучшение качества жизни в провинции. 1/25-я механизированная бригада получила признание за участие в кампаниях «Иракский всплеск» и «Суверенитет Ирака» и вернулся в Форт-Уэйнрайт в сентябре 2009 года.
С мая 2011 по май 2012 года 1/25-я механизированная бригада впервые была развёрнута на юге Афганистана. В течение 12-месячного развёртывания 1/25-я механизированная бригада базировалась в провинции Кандагар. В партнёрстве с афганской 1-й бригадой, 205-м корпусом Atal ВС ИРА, а также подразделениями афганской полиции возможности 1/25-й механизированной бригады в значительной степени позволили афганским силам и силам ISAF проводить наступательные операции, которые привели к значительному сокращению нападений повстанцев в провинции. За свою службу в Афганистане 1/25-я механизированная бригада получила заслугу за участие в военных кампаниях «Консолидация III» (Consolidation III) и «Переход I» (Transition I).
6 июня 2022 года бригада переименована в 1-ю пехотную бригаду 11-й воздушно-десантной дивизии. До 6 июня 2022 года бригада находилась под управлением Аляскинского командования Армии США, формально являясь частью 25-й пехотной дивизии, управление которой находится на Гавайях. Было объявлено, что 1/11-я пехотная бригада летом 2022 разберёт свои страйкеры на запчасти, а также передаст исправные машины другим армейским механизированным подразделениям. После этих изменений бригада испытает несколько новых транспортных средств, в том числе двухзвенный гусеничный вездеход CATV, который заменит прежние Stryker. 22 августа машиной на замену Страйкеру был выбран двухзвенный гусеничный вездеход BvS10 Beowulf.

## Преемственность

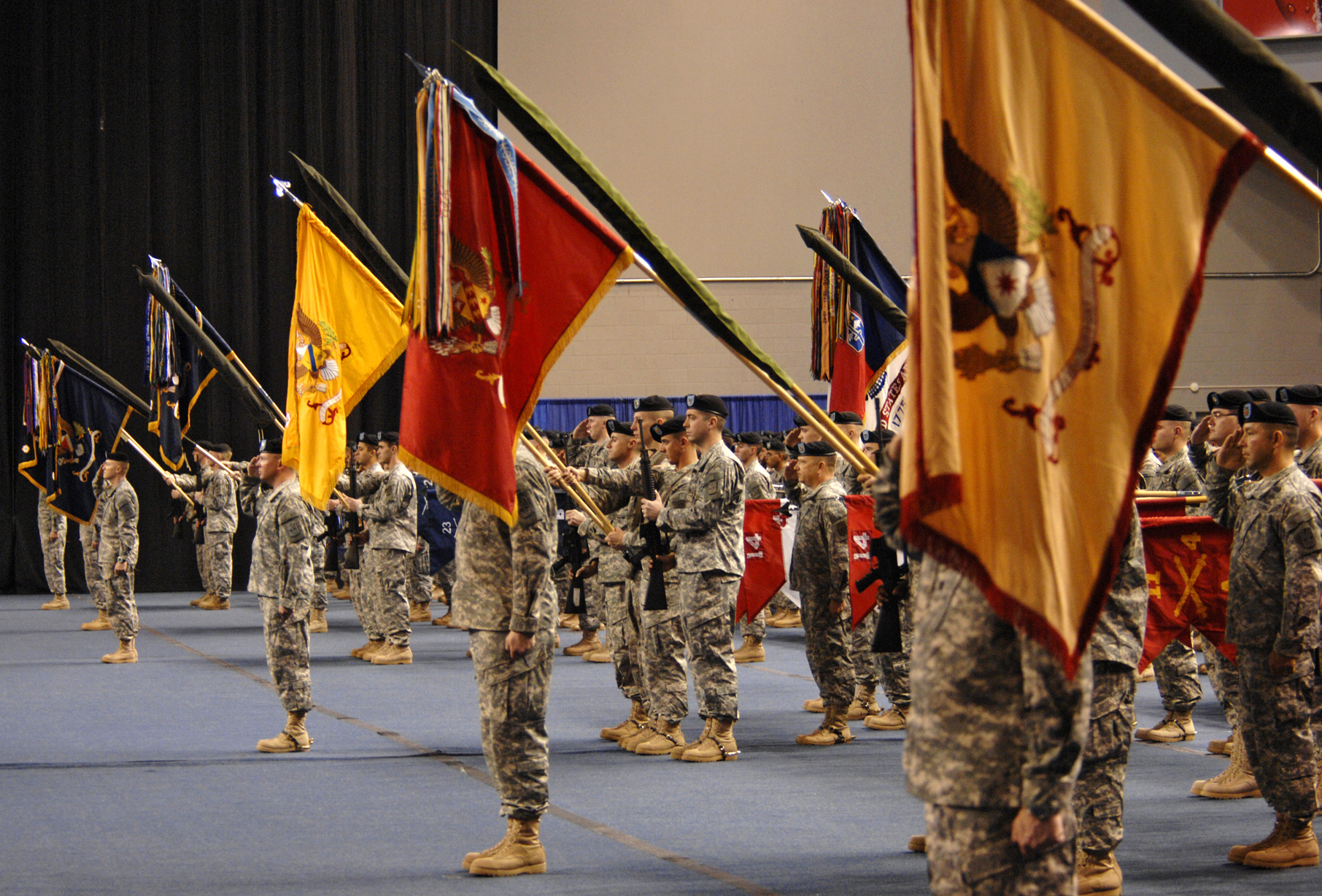
Военнослужащие стоят в строю на церемонии переформирования 172-й механизированной бригады в 1/25-ю механизированную бригаду в Фэрбенксе, Аляска, 14 декабря 2006 года.

- Сформирована 5 августа 1917 года в Национальной армии в качестве штаба 167-й пехотной бригады и приписан к 84-й дивизии
- Организован 25 августа 1917 года в лагере Закари Тейлор, штат Кентукки
- Демобилизован в феврале 1919 года в лагере Закари Тейлор, штат Кентукки
- Воссоздан 24 июня 1921 года в составе Организованных резервов в качестве штаба и Штабной роты 167-й пехотной бригады и приписан к 84-й дивизии
- Организована в ноябре 1921 года в южной Индиане
- Переименована 23 марта 1925 года в штаб и штабную роту 167-й бригады
- Переименована 24 августа 1936 года в штаб и штабную роту 167-й пехотной бригады
- Преобразован и переименован 23 февраля 1942 года в 84-й разведывательный отряд (за вычетом 3-го взвода) 84-й дивизии (штаб и штабная рота 168-й пехотной бригады, одновременно преобразован и переименован в 3-й взвод 84-го разведывательного отряда 84-й дивизии)
- Отряд был призван на действительную военную службу 15 октября 1942 года и реорганизован в лагере Хауз, штат Техас, в 84-й кавалерийский разведывательный отряд, входящий в состав 84-й пехотной дивизии.
- Реорганизована и переименована 12 августа 1943 года в 84-ю разведывательную механизированную роту
- Расформирована 24 января 1946 года в Кэмп-Килмер, Нью-Джерси
- Переименован 19 декабря 1946 года в 84-й механизированный кавалерийский разведывательный взвод, входящий в состав 84-й воздушно-десантной дивизии
- Активирован 11 июня 1947 года в Мэдисоне, штат Висконсин (Организованные резервы переименованы 25 марта 1948 года в Организованный резервный корпус; переименован 9 июля 1952 года в Армейский резерв)
- Реорганизован и переименован 6 апреля 1948 года в разведывательный взвод 84-й воздушно-десантной дивизии
- Реорганизована и переименована 29 марта 1951 года в 84-ю воздушно-десантную разведывательную роту, входящую в состав 84-й воздушно-десантной дивизии
- Реорганизована и переименована 1 марта 1952 года в 84-ю разведывательную роту, часть 84-й пехотной дивизии; место дислокации одновременно изменено на Эпплтон, штат Висконсин
- Местоположение изменено 18 мая 1953 года на Ваусау, штат Висконсин
- Расформирован 18 мая 1959 года в Ваусау, штат Висконсин; одновременно воссоздан (за вычетом 3-го взвода) в регулярной армии в качестве штаба и штабной роты 167-й пехотной бригады (3-й взвод, 84-я разведывательная рота — далее отдельная линия)
- Переименован 21 июня 1963 года в штаб и штабную роту 1-й бригады 25-й пехотной дивизии
- Активирован 26 августа 1963 года в Шофилд Баррекс, Гавайи
- Реорганизован и переименован 27 июля 2005 года в штаб и штабную роту 1-й бригады 25-й пехотной дивизии
- Расформирована 1 июня 2006 года в Форт-Льюисе, штат Вашингтон
- Активирована 16 декабря 2006 года в Форт-Уэйнрайте, Аляска[1]
- Реорганизована и переименована 6 июня 2022 в 1-ю бригаду 11-й воздушно-десантной дивизии[6].

## Галерея

2-8-й артиллерийский дивизион 1/25-й механизированной бригады на стрельбах из штатной гаубицы М777A2. 10 октября 2014.
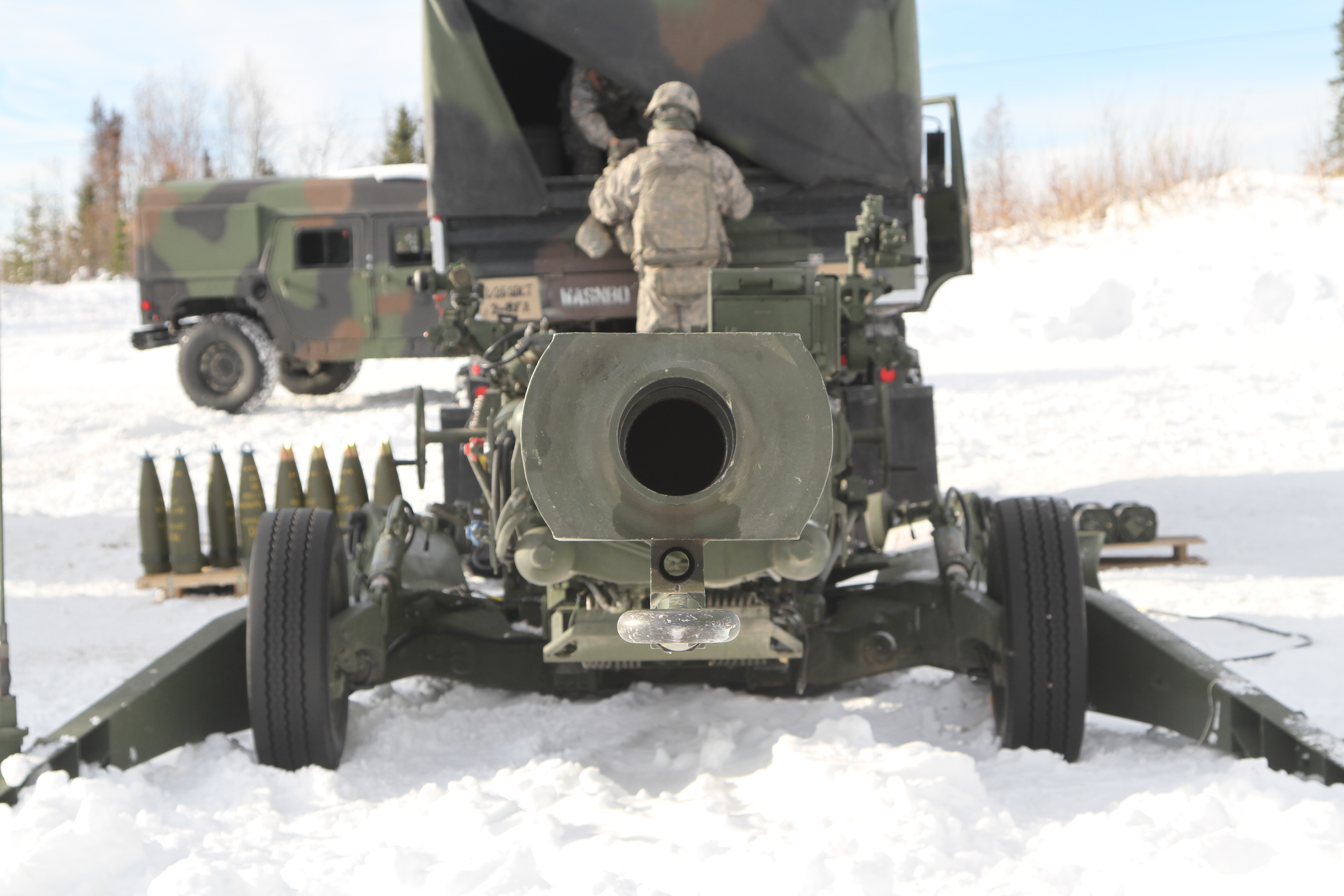
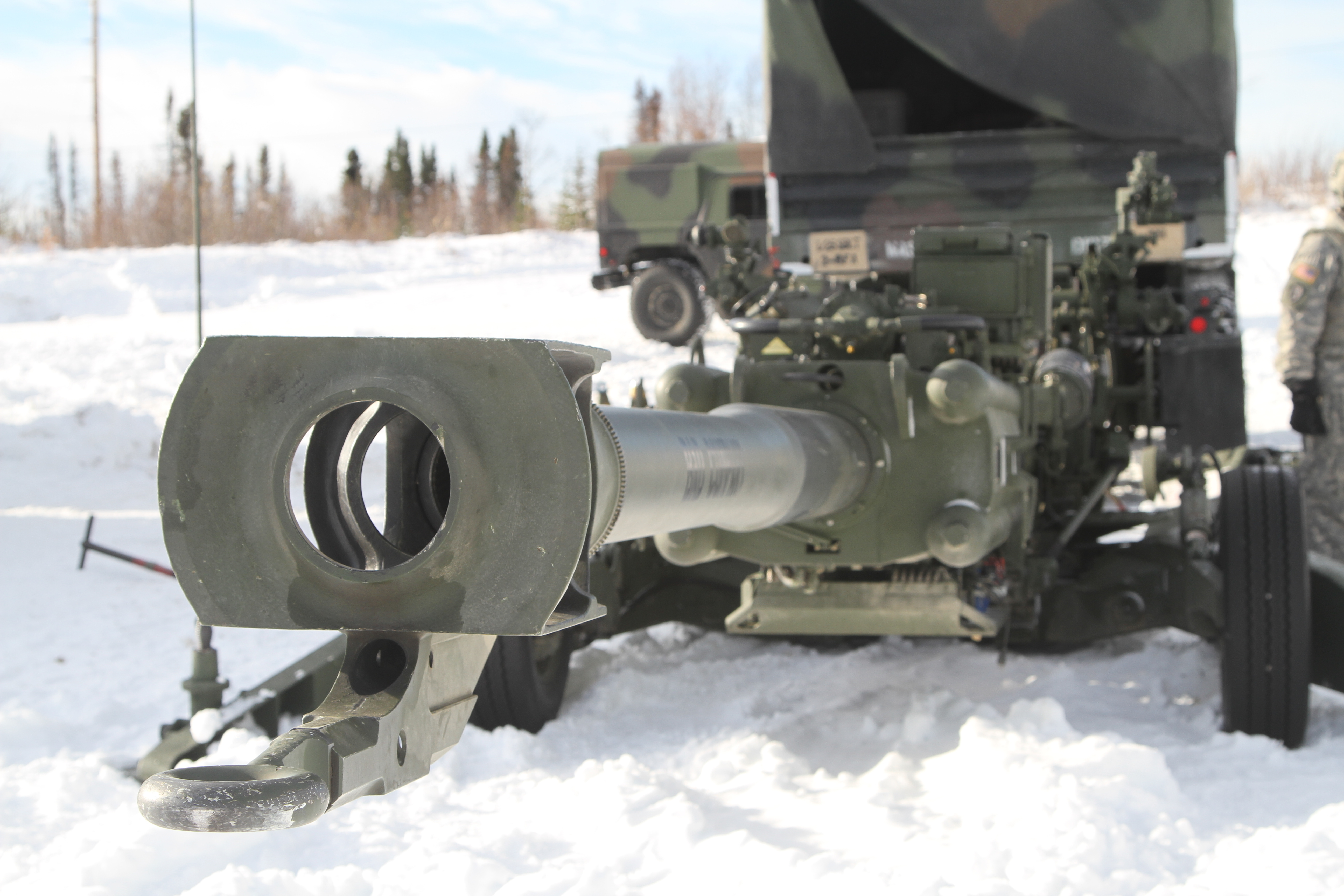
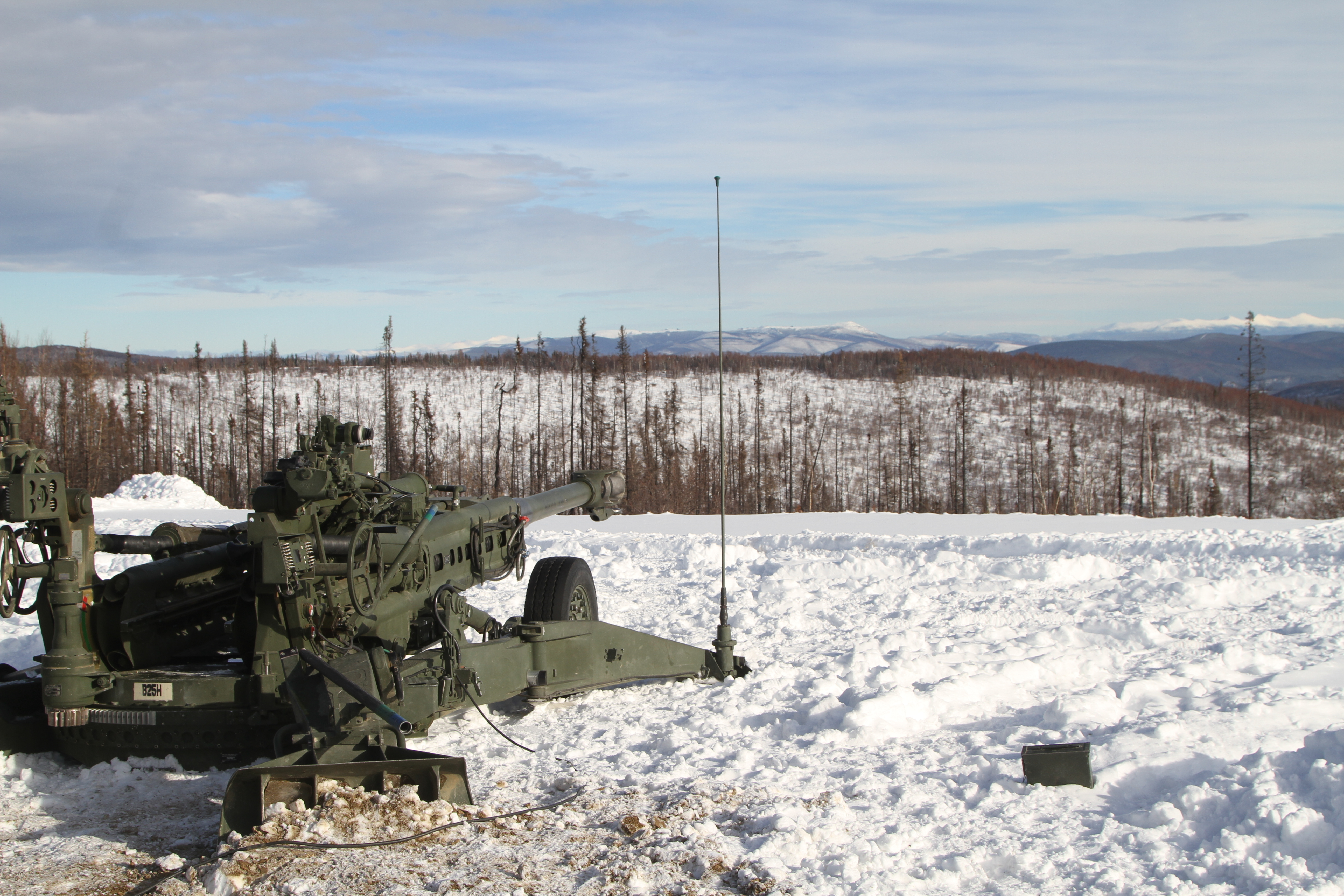
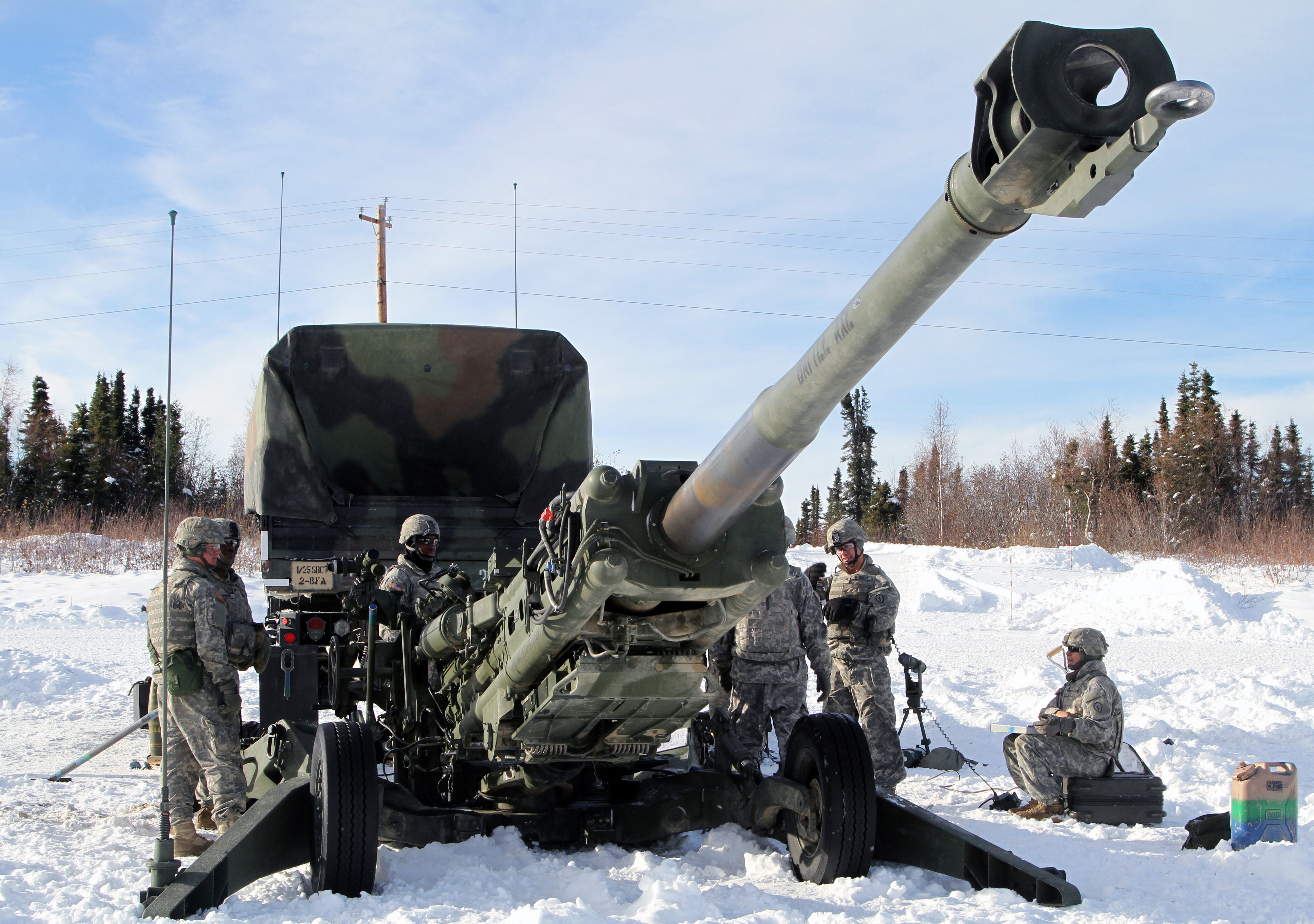
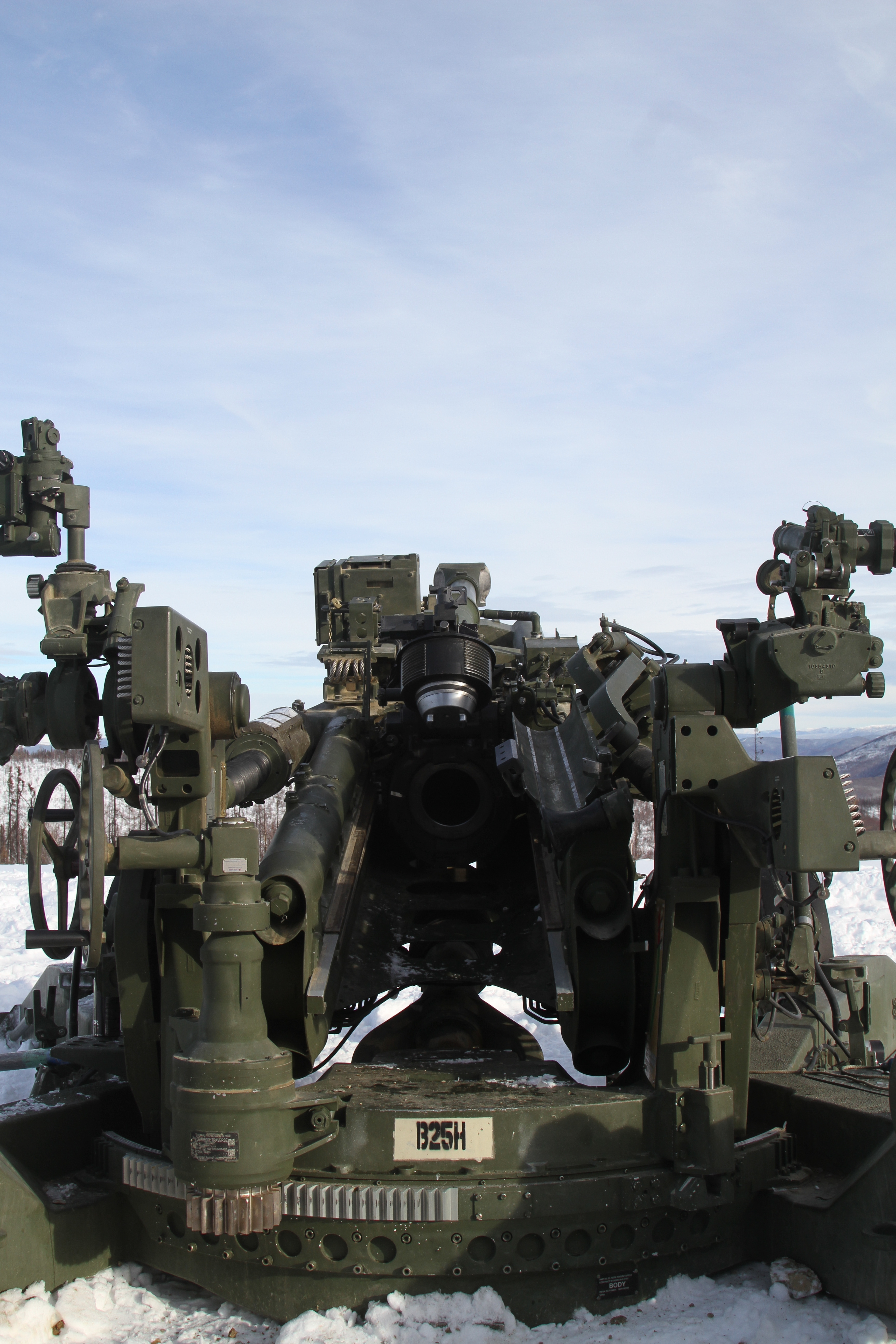
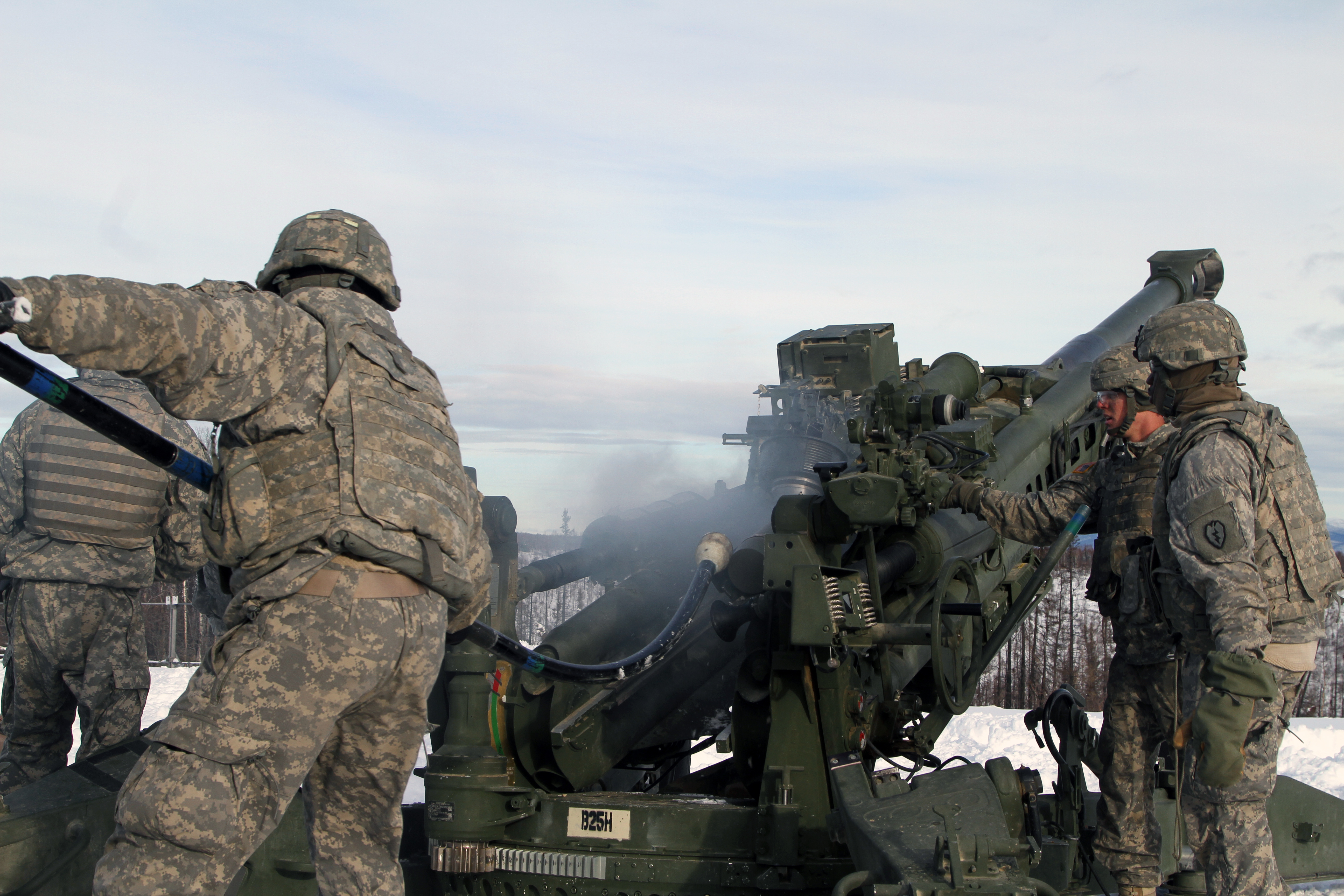
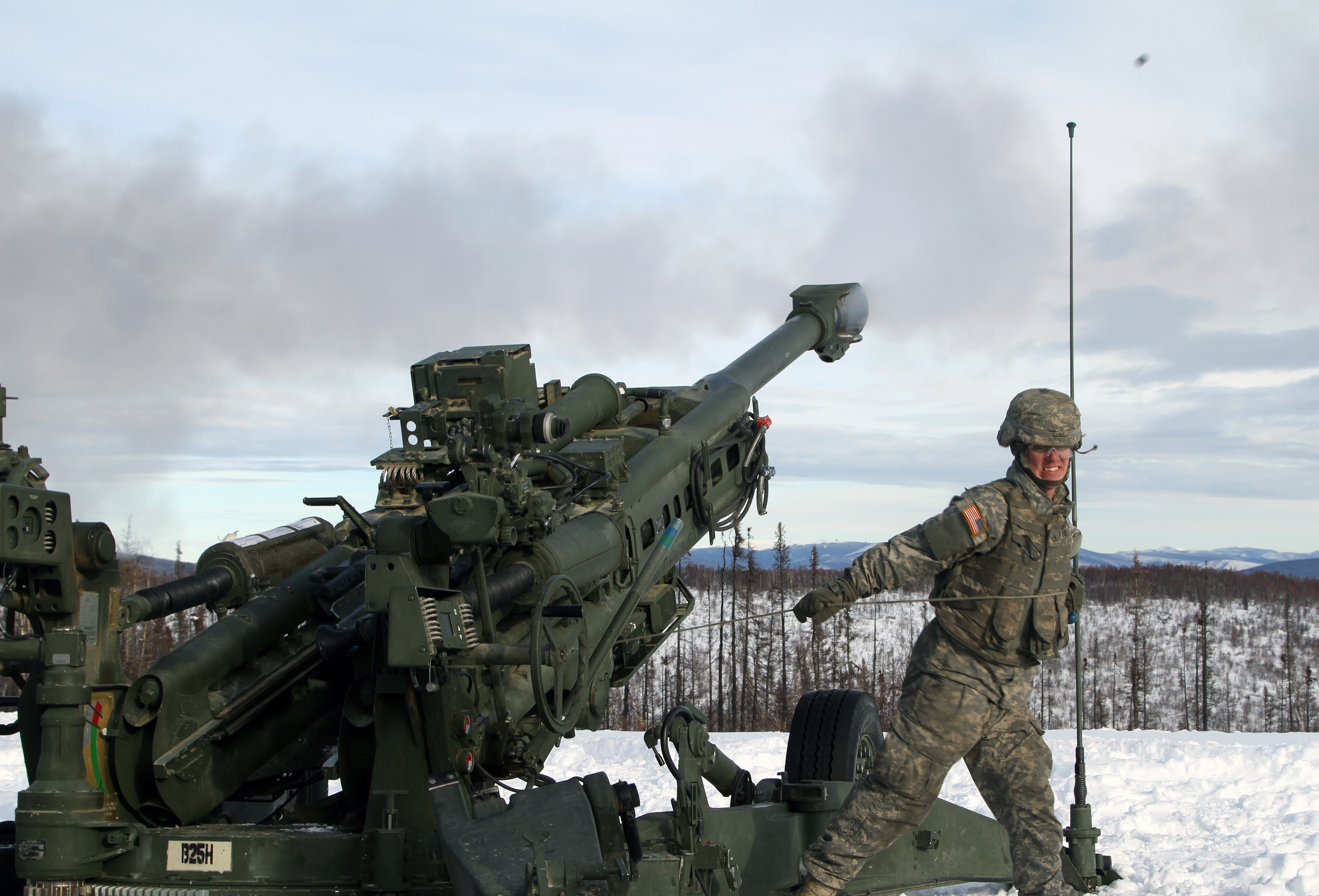